# Sinraptoridae
A Sinraptoridae a húsevő theropoda dinoszauruszok egyik családja. A csoport tagjait nagy méretű ragadozóknak tartják, némelyikük hossza elérte a 10 métert is. A sinraptoridák carnosaurusok, kezdetben sokukat a Megalosauridae vagy az Allosauridae családba sorolták be.

## Osztályozás
A Sinraptoridae legutóbbi kladisztikus definícióját Paul Sereno alkotta meg 2005-ben, olyan monofiletikus csoportként, amely a Sinraptor dongi mellett tartalmaz minden olyan allosauroideát, amely közelebb áll a Sinraptorhoz, mint az Allosaurus fragilishez, a Carcharodontosaurus saharicushoz vagy a Passer domesticushoz. Valószínű, hogy ezek a theropodák közelebb állnak az allosauridák őseihez.

## Fordítás
- Ez a szócikk részben vagy egészben a Sinraptoridae című angol Wikipédia-szócikk ezen változatának fordításán alapul.  Az eredeti cikk szerkesztőit annak laptörténete sorolja fel. Ez a jelzés csupán a megfogalmazás eredetét és a szerzői jogokat jelzi, nem szolgál a cikkben szereplő információk forrásmegjelöléseként.

## Külső hivatkozások
- Carnosauria. Thescelosaurus!. [2009. április 25-i dátummal az eredetiből archiválva]. (Hozzáférés: 2009. október 8.)